# Turveria schwengelae
Turveria schwengelae is een slakkensoort uit de familie van de Eulimidae. De wetenschappelijke naam van de soort is voor het eerst geldig gepubliceerd in 1938 door Bartsch.